# Vasile Stîngă
Vasile Stîngă  (Hunedoara, Romania 1957) és un jugador d'handbol, ja retirat, que jugà al Balonmano Avidesa Alzira. Jugava d'extrem esquerre.

## Biografia
Va néixer el 21 de gener de 1957 a la ciutat de Hunedoara, població situada a la província del mateix nom, que en aquells moments formava part de la República Popular de Romania i que avui en dia forma part de Romania.

## Carrera esportiva

### Trajectòria per clubs
A nivell de clubs va jugar al Steaua Bucureşti entre 1977 i 1989, en què guanyà 10 lligues romaneses i va arribar a la final de la Lliga de Campions de l'EHF de 1989. Entre 1989 i 1992 va jugar al Balonmano Avidesa Alzira, on va ser fonamental en la victòria de la Copa del Rei de 1992 contra el Barcelona.

Una vegada retirat va exercir d'entrenador en diferents equips. El 2006 va portar el Steaua a la victòria de la Copa Europea de l'EHF.
| Temporades  | Club                     | Lliga          | País    |
| ----------- | ------------------------ | -------------- | ------- |
| 1977 - 1989 | Steaua Bucureşti         | Lliga romanesa | Romania |
| 1989 - 1992 | Balonmano Avidesa Alzira | ASOBAL         | Espanya |

Títols
- 10 Lligues romaneses: 1978-79, 1979-80, 1980-81, 1981-82, 1982-83, 1983-84, 1984-85, 1986-87, 1987-88 i 1988-89
- 1 Copa del Rei: 1992

### Trajectòria amb la selecció
Va participar, als 23 anys, en els Jocs Olímpics d'Estiu de 1980 realitzats a Moscou (Unió Soviètica), on aconseguí guanyar la medalla de bronze en la competició olímpica masculina d'handbol al derrotar en la final pel tercer lloc la selecció hongaresa. En els Jocs Olímpics d'Estiu de 1984 realitzats a Los Angeles (Estats Units) aconseguí revalidar aquesta medalla al derrotar la selecció danesa.
Va marcar 1.414 gols amb la selecció romanesa, i ocupa el primer lloc en la classificació històrica de màxims golejadors de tots els temps amb Romania.